# Hawker Tornado
Гоукер Торнадо (англ. Hawker Tornado) — проєкт британського одномісного винищувача часів Другої світової війни. Розроблявся фірмою Hawker Aircraft Ltd. для заміни винищувача Hawker Hurricane за специфікацією, яка передбачала використання важкого двигуна Rolls-Royce Vulture. Як і інші проєкти на що використовували цей двигун, розробку і виробництво «Торнадо» було зупинено після зупинки розробки двигуна.

## Історія

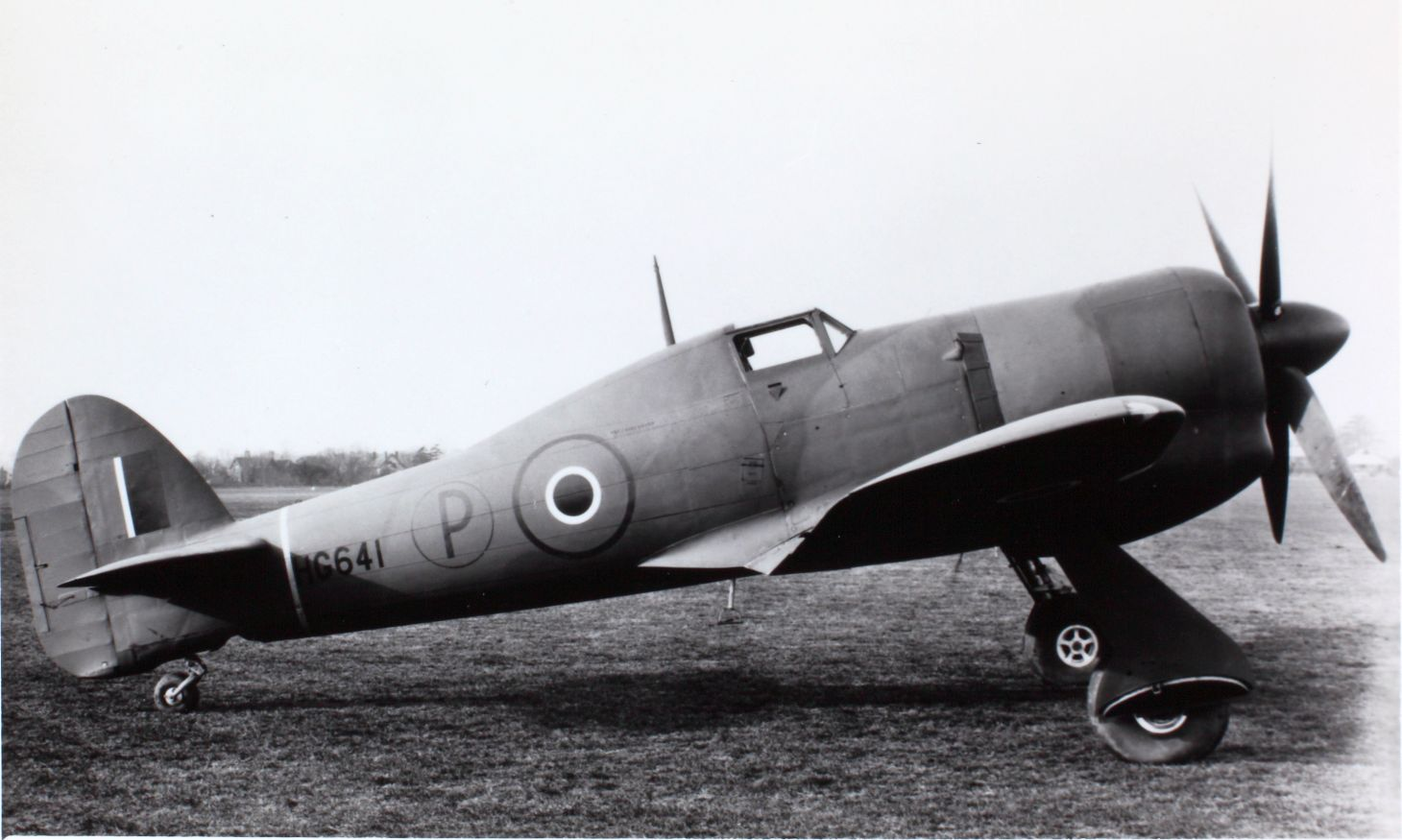
Перший прототип Hawker Tornado

Як і у випадку більш успішного винищувача Hawker Typhoon, розробка «Торнадо» почалась ще до початку виробництва нового винищувача «Гаррікейна», коли конструктор Сідні Кем ініціював розробку заміни останнього. Обидва літаки створювались за специфікацією міністерства авіації F.18/37, яка вимагала створення нового винищувача зі швидкістю 400 миль на годину (644 км/год) на висоті 15000 футів (4600 м), різниця полягала тільки в типі двигуна: «Тайфун» мав використовувати Н-подібний Napier Sabre, а «Торнадо» X-подібний Rolls-Royce Vulture.
3 березня 1938 року міністерство виділило кошти на побудову двох прототипів «Торнадо», і перший прототип з дванадцятьма кулеметами і двигуном Vulture II здійнявся в повітря вже 6 жовтня 1939 року, майже на пів року швидше за «Тайфун». Перші польоти виявили проблеми з потоком навколо радіатора і його перемістили з середини фюзеляжу ближче до носу.
Через великі потреби в виробництві «Гаррікейнів» побудова другого прототипу затрималась і він піднявся в повітря тільки 5 грудня 1940 року. Він вже мав переміщений радіатор, кращий огляд з кабіни, а також оснащувався чотирма 20-мм гарматами. На обидвох прототипах спочатку стояв двигун Vulture II, але з часом його змінили на новіший Vulture V.
В кінці 1939 року було замовлено 500 літаків, частину виробництва навіть мали перенести на заводи Avro в Манчестері, але тільки один було виготовлено 29 серпня 1941 через припинення програму з виробництва двигунів Vulture. Ще один прототип «Торнадо» з двигуном Bristol Centaurus CE.4S здійнявся в повітря 23 жовтня 1941 року, але з згортанням серійного виробництва всі наявні матеріали були передані для розробки Hawker Tempest.

## Тактико-технічні характеристики

Дані з Consice Guide to British Aircraft of World War II

### Технічні характеристики
- Екіпаж: 1 особи
- Довжина: 10,01 м
- Висота: 4,47 м
- Розмах крила: 12,78 м
- Площа крила: 26,29 м²
- Маса порожнього: 3800 кг
- Максимальна злітна маса: 4839 кг
- Двигун: Rolls-Royce Vulture V
- Потужність: 1980 к. с. (1476 кВт.)

### Льотні характеристики
- Максимальна швидкість: 641 км/год (на висоті 7010 м.)
- Практична стеля: 10 640 м

### Озброєння
- Гарматне :
  - 4 × 20-мм гармати в крилах